# Stachys burchelliana
Stachys burchelliana là một loài thực vật có hoa trong họ Hoa môi. Loài này được Launert miêu tả khoa học đầu tiên năm 1968.